# 建国路 (杭州)
30°15′21″N 120°10′33″E / 30.25583°N 120.17592°E
建国路是位于杭州的南北走向的道路，从南向北名称依次为“建国南路”、“建国中路”、“建国北路”。南起望江路，北至文晖路。

## 历史沿革
宋朝时，建国南路叫“竹竿巷”，当初是一条细如竹竿的巷子。清朝后，改名“板儿巷”，中供奉有南宋抗金将领杨再兴的三昧庵。之后三昧庵被拆除，但留三昧庵巷至今。板儿巷西，有大小茅衙弄，因明代状元茅瓒居此而名。建国路中段，清朝时称为“石牌楼”，出名于当时住在这巷子的居民以嫉恶如仇为著称，并有民谣“闯过三山六码头，难进杭州石牌楼”。建国路北段，元末张士诚扩建杭州城后，建国北路一段才建成，改称“东街”，北部有胡世宁居所。1949年10月，中华人民共和国成立，板儿巷、石牌楼和东街合并而统称为建国路。

## 主要建筑
- 杭州火车站
- 杭州市第三人民医院
- 浙江省杭州第二中学（东河校区）
- 浙江大学医学院附属第二医院
- 浙江大学医学院附属第一医院
- 杭州银行

## 交通
- 杭州地铁1号线：城站站、打铁关站
- 杭州地铁2号线：建国北路站
- 杭州地铁5号线：城站站、万安桥站、建国北路站、打铁关站